# Acheux-en-Vimeu Communal Cemetery
Acheux-en-Vimeu Communal Cemetery is een begraafplaats gelegen in de Franse plaats Acheux-en-Vimeu (Somme). De militaire graven worden onderhouden door de Commonwealth War Graves Commission.
De begraafplaats telt 1 geïdentificeerd Gemenebestgraf uit de Tweede Wereldoorlog.